# Arizona Junior
Arizona Junior (originaltitel: Raising Arizona) är en amerikansk actionkomedi från 1987 i regi av bröderna Joel och Ethan Coen. Dessa båda har även skrivit manus.

## Handling
Butiksrånaren H.I. McDunnough (Nicolas Cage) gifter sig med polisens fotograf Edwina (Holly Hunter). Snart upptäcker de båda att de inte kan få barn och de får heller inte adoptera. En dag får ett par i staden femlingar och då bestämmer sig H.I. för att kidnappa en av ungarna.

## Rollista (i urval)
- Nicolas Cage – H.I. McDunnough
- Holly Hunter – Edwina 'Ed' McDunnough
- Trey Wilson – Nathan Arizona
- John Goodman – Gale Snoats
- William Forsythe – Evelle Snoats
- Sam McMurray – Glen
- Frances McDormand – Dot
- Randall "Tex" Cobb – Leonard Smalls